# Nova Revista de Psicanálise
A Nova Revista de Psicanálise (Nouvelle Revue de Psychanalyse’’, (1970-1994),  foi criada em  1970 por Jean-Bertrand Pontalis, auxiliado, entre outros, por membros da Associação Psicanalítica da França (APF). Esta revista de  psicanálise publicou  50 números com a determinação   de abrir-se à  cultura, tornando-se um complemento indispensável  à Revista Francesa de  Psicanálise. Didier Anzieu, André Green, Jean Pouillon, Guy Rosolato, Victor Smirnoff, Jean Starobinski e Masud Khan fizeram parte  do primeiro comité de redação da revista, seguidos por François Gantheret   em 1978. Pouco tempo depois, Michel Schneider entrou no comité de formação, antes de deixá-lo anos mais tarde e de ser substituido por   Michel Gribinski . A NRP deixou de ser publicada em 1994, como a revista  ‘’Psychanalyse à l'université’’(Psicanálise na Universidade),  dirigida por Jean Laplanche.

## Números publicados
Segue a lista completa dos números publicados. Alguns foram reeditados em pequeno formato.
- N°1, Primavera de  1970: Incidences de la psychanalyse (Incidências da psicanálise)

- N°2, Outono de 1970: Objets du fétichisme (Objetos do fetichismo)

- N°3, Primavera de 1971: Lieux du corps (Lugares do corpo)

- N°4, Outono de 1971: Effets et formes de l'illusion (Efeitos e formas da ilusão)

- N°5, Primavera de 1972: L'espace du rêve (O espaço do sonho), (ISBN 2070411869)

- N°6, Outono de 1972: Destins du cannibalisme (Destinos do canibalismo)

- N°7, Primavera de  1973: Bisexualité et différence des sexes (Bisexualidade e diferença dos sexos), (ISBN 2070411869)

- N°8, Outono de 1973: Pouvoirs (Poderes)

- N°9, Primavera de 1974: Le dehors et le dedans (O exterior e o interior)

- N°10, Outono de 1974: Aux limites de l'analysable (Nos limites do analisável), (ISBN 2070411850)

- N°11, Primavera de 1975: Figures du vide (Figuras do vazio)

- N°12, Outono de 1975: La psyché (A psichê, no sentido psicanalítico do termo.)

- N°13, Primavera de 1976: Narcisses (Narcisos), ISBN 2-07-04118-50

- N°14, Outono de 1976: Du secret (Do segredo)

- N°15, Primavera 1977: Mémoires (Memórias)

- N°16, , Outono de  1977: Écrire la psychanalyse (Escrever a psicanálise)

- N°17, Primavera de  1978: L'idée de guérison (A Idéia de cura)

- N°18, Outono de 1978: La croyance (A crença)

- N°19, Primavera de 1979: L'enfant  (A criança), ISBN 2-07-04165-0X

- N°20, Outono de 1979: Regards sur la psychanalyse en France (Olhares sobre a psicanálise em França)

- N°21, Primavera de  1980: La passion (A paixão)

- N°22, Outono de 1980: Résurgences et dérivés de la mystique (Ressurgimentos e derivados da mística)

- N°23, Primavera de 1981: Dire (Dizer)

- N°24, Outono de 1981: L'emprise ( A dominação, a influência)

- N°25, Primavera de 1982: Le trouble de penser (Perturbação do pensar)

- N°26, Outono de  1982: L'archaïque (O arcaico)

- N°27, Primavera de  1983: Idéaux (Ideais)

- N°28, Outono de 1983: La chose sexuelle (A coisa sexual)

- N°29, Primavera de  1984: Liens (Laços)

- N°30, Outono de 1984: Le destin (O destino)

### Artigos conexos
Associação Psicanalítica da França
Jean Laplanche
Jean-Bertrand Pontalis
François Gantheret

## Laços externos
- Site internet des éditions Gallimard